# Dirce oriplancta
Dirce oriplancta là một loài bướm đêm trong họ Geometridae.